# 大芦村古建筑群
大芦村古建筑群，位于中国广西壮族自治区灵山县佛子镇大芦村，原为第六批广西壮族自治区文物保护单位。2013年5月，中国国务院公布为第七批全国重点文物保护单位，类型为古建筑。
大芦村古建筑群的历史年代为明－清。